# Lago Dreenkrögen Kies
El lago Dreenkrögen Kies (en alemán: Dreenkrögen Kiessee) es un lago situado en el distrito de Ludwigslust-Parchim, en el estado de Mecklemburgo-Pomerania Occidental (Alemania), a una altitud de 35 metros; tiene un área de 6.8 hectáreas.